# 美國與大規模殺傷性武器

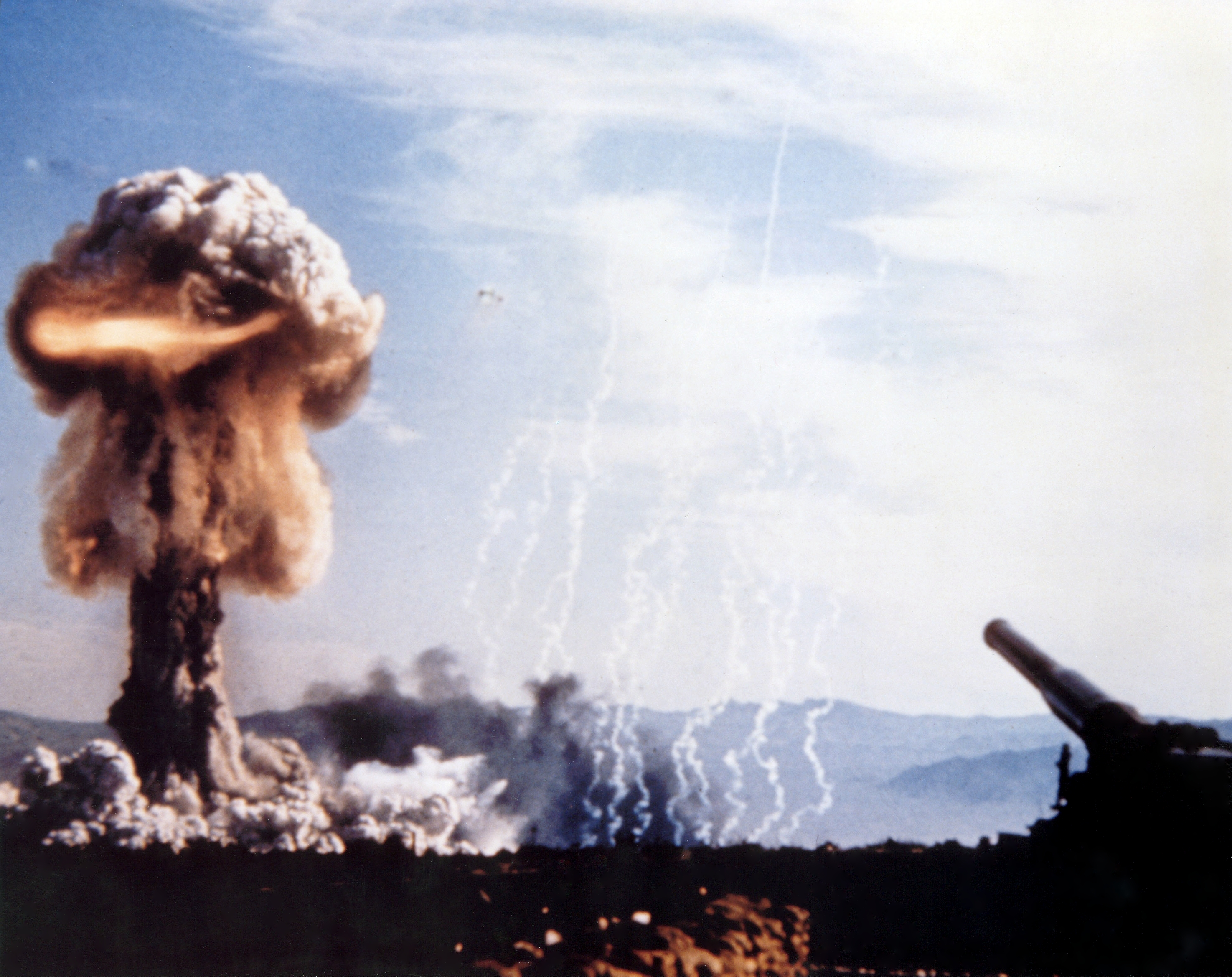
1953年结果-节孔行动中M65 280mm加農砲試射的W9型15KT小型核子砲彈

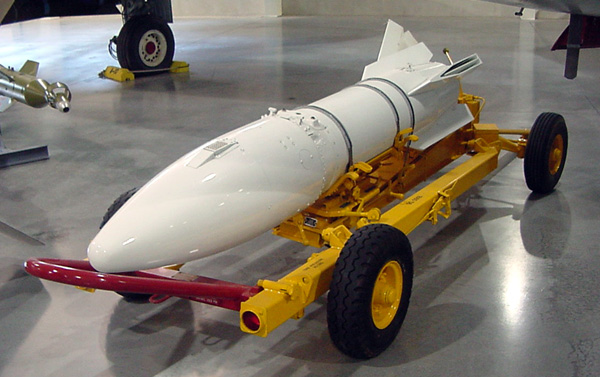
美軍AIR-2A空射核武曾於加拿大佈署

美國的大規模殺傷性武器在世界上居前列，與俄羅斯居伯仲之間，以公開資料論述美國核武器數量比俄國略高數枚居世界第一，若考量隱藏性武器則有可能居第二，但美國的科技實力和眾多的航母與彈道飛彈投射平台使其大規模殺傷性武器的威脅性居世界第一。

## 生物武器
美國進攻性生物武器計劃倡議者從總統富蘭克林·羅斯福開始，1941年10月有可信的細菌戰研究機構在幾個地點開展過量產。一個生產工廠建在印第安納州特雷霍特但美國透過各種文件表明官方立場是在第二次世界大戰期間沒有大規模生產工廠，因為二戰中軸心國德日大量使用生物和化學戰屠殺的印象深刻，也構成了同盟國的正義正當性，美國意圖擺脫自己也使用同樣武器的印象。
事實上更先進的生產設備在阿肯色州派恩布拉夫安裝，1954年戰後開始運轉，馬里蘭州後來又增加一個生產設施以及作為研究所。美國一直至今21世紀都還有開發殺傷人員和反農作物生物武器的研究。一些部署系統也被開發，包括空中噴霧罐，噴霧罐，手榴彈，火箭彈頭和集束炸彈，但美國未有官方承認量產或在戰爭中使用過。 

## 化武

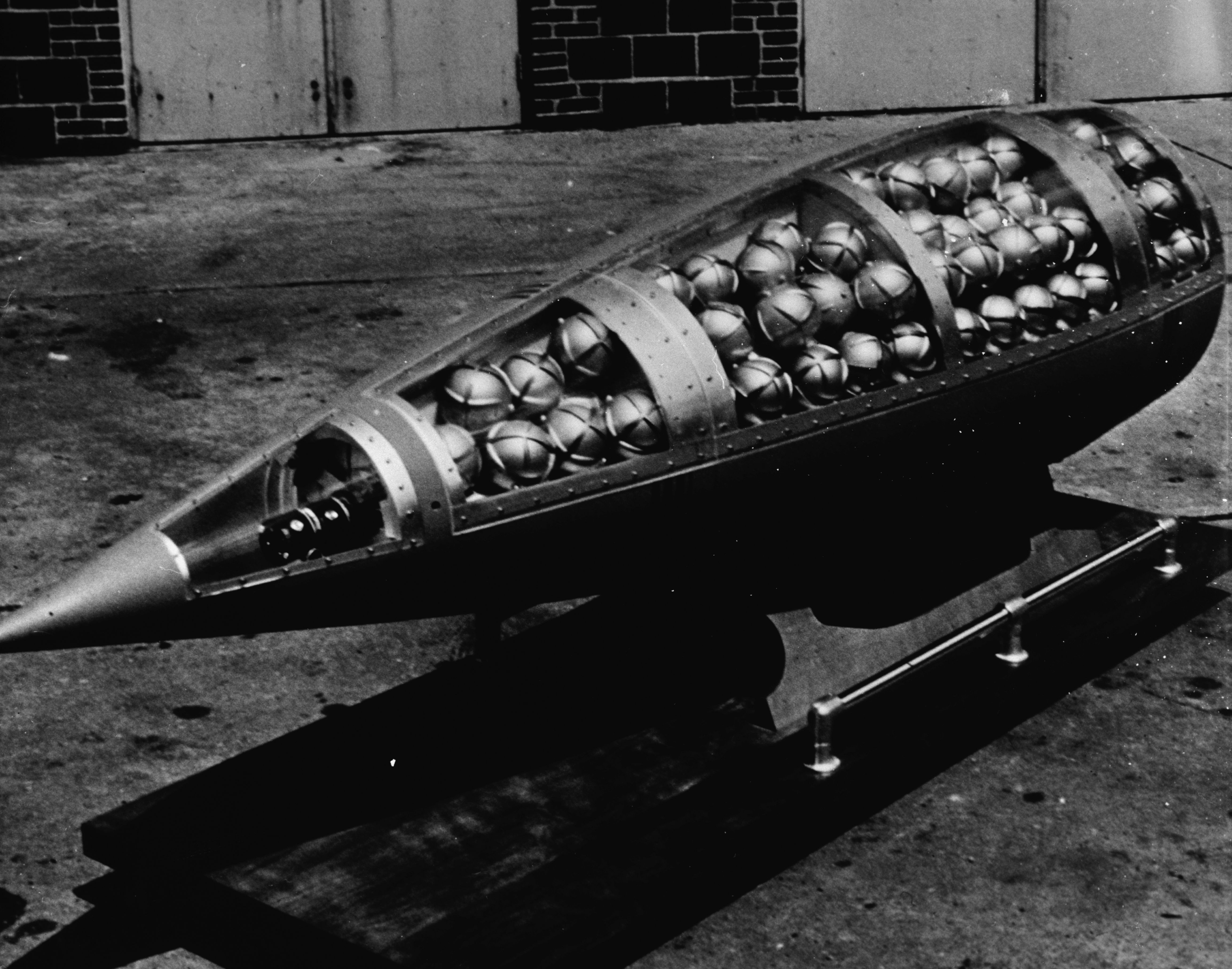
美國MGR1导弹战斗部的为M134集束炸彈，内部每一个球状子炸弹均装填有沙林毒氣，1960年

早在1899年海牙公約之前美國就有使用化學毒氣作戰的經驗，之後在第一次世界大戰中美國又開始生產自己的化學武器。它生產了5,770萬噸的毒氣武器，其中包括光氣1400噸，芥子氣175萬噸，佔據該年代世界約4％的化學武器，真正使用於戰場的總量中，美國製化武約有1% 。
儘管一戰中美國實際上從未部署化學武器在前線（大部分狀態是由法國，加拿大和英國使用美軍提供的武器） ，但美國1919年初起在近俄亥俄州威洛比就已經有大型工廠，當時是每一天生產10噸，開始了大規模生產被稱為路易氏劑改進的揮發劑氣體，使用材料共計約150噸。當時這是不穩定的武器，它在潮濕的條件下會變質減低效用。但之後美國依然大規模投入化武研製，精進各種新型化學製劑測試，最終美軍在越南戰爭時期通過除草作戰方案 (Herbicidal warfare)與牧場手行動(Operation Ranch Hand)，執行落葉計劃以對抗在叢林中的越共，而使用的落葉劑可使雙子葉植物樹葉掉落，也就是橙劑，於1962年至1971年的行動中用軍機大量噴灑在越南土地上，至今戰後多年依然造成當地生物毒性與畸形兒。
冷戰結束后的1993年美国签署了《禁止化学武器公约》，声称于截止日期2007年4月前销毁所有化武。至90年代末根據化學武器公約美國開始消滅31100噸的化武，2012年官方公布已經銷毀90%化武。但其违背公约一再申请拖延销毁化武，目前已申请至2023年。

## 核武

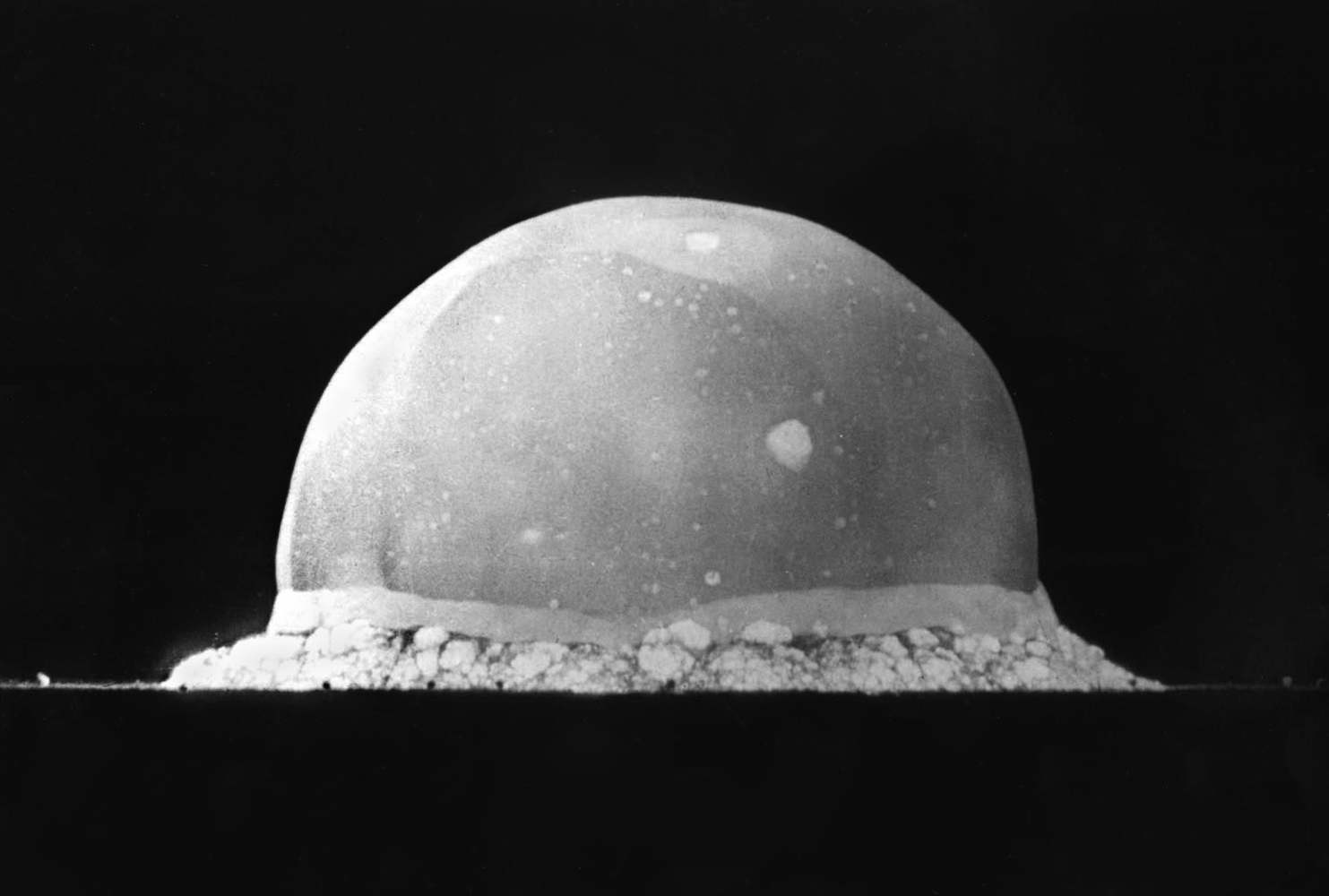
三位一體核試中核爆炸過後0.016秒所出現的火球，攝於1945年7月16日。

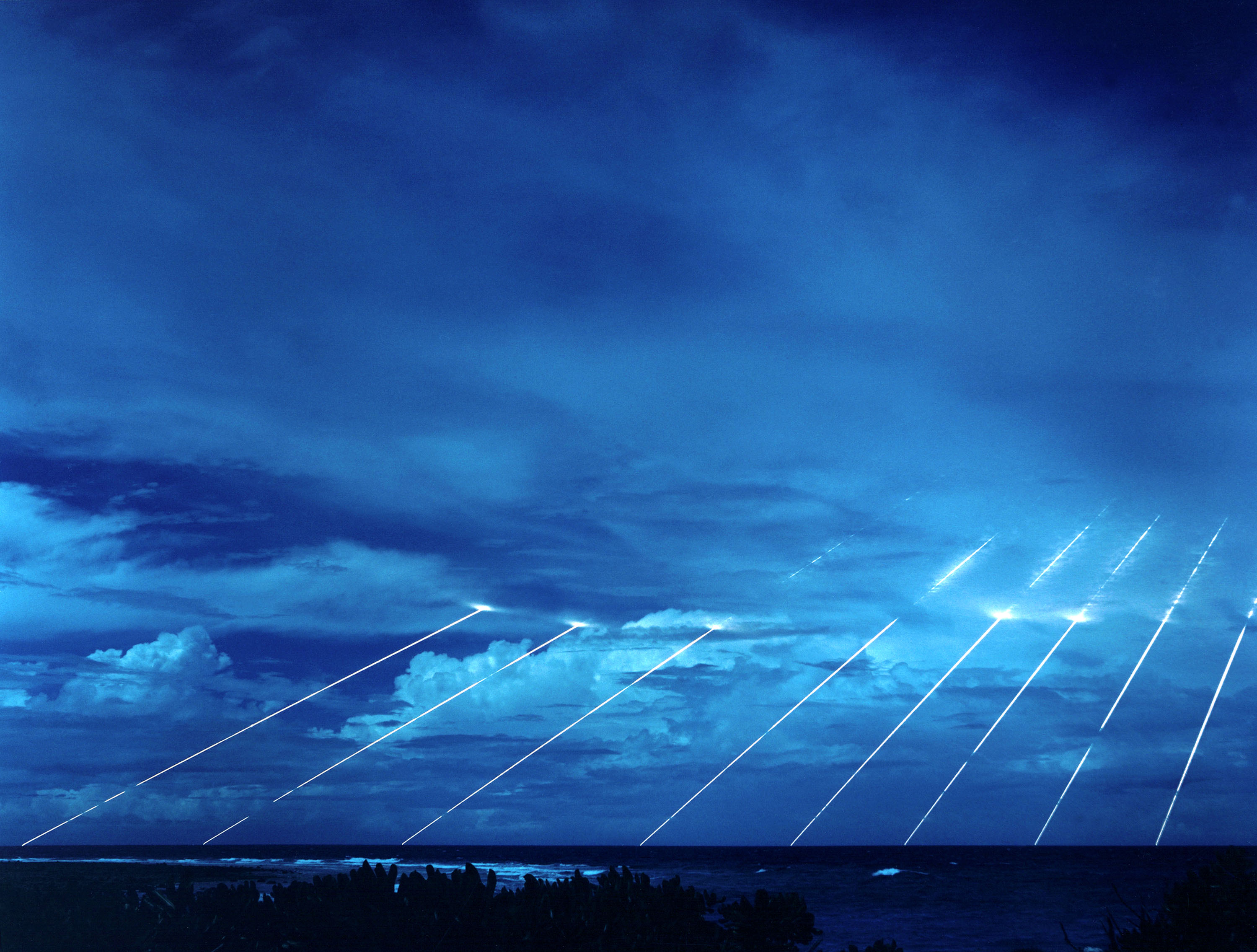
在馬紹爾群島瓜加林環礁的LGM-118A和平守護者飛彈多目標重返大氣層載具重新返回大氣層測試，其中8顆來自同一枚飛彈的核子彈頭都具有25倍投在廣島市的小男孩原子彈之爆炸威力

第二次世界大戰時為了因應納粹德國可能比同盟國更早發展出核武器，美國在1940年代開始與英國和加拿大合作進行列為機密的曼哈頓計劃。在1945年美國在三位一體核試之中成功按照核分裂構想來引爆第一枚核武器，1945年8月時更針對日本的廣島市和長崎市分别投下一枚原子彈，成為當前唯一一個曾經實際向敵對陣營使用核武器的國家，兩次原子彈爆炸估計造成超過200,000名日本公民死亡、130,000多人受傷。這一時期的核武器重量大約有5公噸之譜。使得部隊必須藉由重型轟炸機才能將炸彈運往目標的上空投放。之後蘇聯也加緊開發自己的核武器計畫，然而美國在1952年11月1日在埃內韋塔克環礁的常春藤麥克（Ivy Mike）核試驗中成功引爆第一枚依照泰勒-烏拉姆設計方案設計的氫彈，進而成為世界上第一個發展出氫彈的國家。但由於在常春藤行動中所使用的氫彈是以液態氚方式儲存而並無任何實用價值，一直到1954年美國才在布拉沃城堡核試驗（Castle Bravo）中成功引爆可以投入戰場使用的氫彈。
1950年代初期時，美國也已經開發出重量更輕、體積更小的小型炸彈，這使得美國得以藉由一般的前線作戰飛機作為核武器載具。之後包括搭載核彈頭的彈道飛彈、核炮彈以及核子地雷等也紛紛於美國陸軍服役，而美國空軍則是部署了面對空飛彈以及空對空飛彈作為因應，而美國海軍和海軍陸戰隊則是訓練海豹部隊執行小型核子水雷的特別任務。在整個冷戰期間美國除了進行多達1,054多次的核試驗外，也不斷對自身的核武器進行現代化更新並擴大其庫存量；其中在1966年時美國所擁有的核武器最高估計已經成倍增加到超過32,000枚之譜，這將當等於超過136萬枚在1945年8月於廣島投下之原子彈的總威力。雖然在1962年11月準備簽署《部分禁止核試驗條約》時美國便捨棄過去在地面上進行核測試的方式，改以地下核試的方式來避免放射性落下灰的汙染。1989年柏林圍牆倒塌後，美國的核彈頭數量則降到22,217枚左右。到了1992年9月23日，已經簽署《全面禁止核試驗條約》的美國進行了最後一次的核武器試驗；不過儘管在1999年10月13日時美國參議院拒絕批准了《全面禁止核試驗條約》的內容，美國軍方也開始改透過超級電腦進行多次的模擬測試來獲取可能結果。
1990年代之後美國軍方則將重點轉向持續維護冷戰時期的核武器儲備並且實施嚴格管理，同時許多冷戰時期建造的設施也紛紛停用或者是經歷環境改造。其中由美國能源部負責核裂變武器材料以及相關武器的回收工程，並且將其發包給指定的私人公司進行。例如1980年時美國開始撤除冷戰時期所開發出威力最大的B53核彈（B53 nuclear bomb），並且於1997年年時將所有同類型的炸彈全數退役並且進行拆解工作。但與此同時150枚經過現代化改裝的B-61戰術核子彈則自2011年開始在美國、歐洲和土耳其等地繼續服役，並且計劃在2018年時結束有關核武器的更新工程。而儘管在2003年時喬治·沃克·布希同意發展新一代掩體核炸彈（Nuclear bunker buster）等小型核武器的開發，但是在隔年則遭到美國國會刪除部分研究預算。不過在2007年時，美國一方面依照LGM-30國民兵洲際彈道飛彈（LGM-30 Minuteman）升級計畫的內容重新製造新的核子彈頭加以替換，另一方面則依照《新削減戰略武器條約》的要求逐步減少國民兵洲際彈道飛彈的庫存量和部署系統。
根據統計在1940－1996年間美國至少投入86,300億美元來進行有關核武器設計的研究，其中自1945年開始美國軍方已經成功研發近100種不同類型的核武器，並且也持續研發出各式各樣的核載具來投射核彈頭。今日美國的核武器戰備由美國軍方負責製備、操作、維護、保管以及銷毀，且透過分別在陸上發射的洲際彈道飛彈、於空中投射的戰略轟炸機以及海底襲擊的彈道飛彈潛艇架構出所謂的「戰略鐵三角」上。基本上核武器的戰術運用美國國防部轄下的美國戰略司令部（United States Strategic Command）負責管理、應用、策畫以及培訓，而實際上如果要投入核武器作戰則必須要事先取得美國總統的授權。2002年時，美國和俄羅斯簽署了《美俄裁減戰略攻擊武器條約》（Strategic Offensive Reductions Treaty）並且同意將核子彈頭的庫存減少至2,200枚以下。但是2003年時，美國則拒絕了俄羅斯提議將兩國的核武軍備減少至1,500枚的想法。2010年9月底時，美國五角大廈公開表示大約保留了5,113枚核彈頭列為可以使用的狀態，其中有1,968枚則是隨時處於隨時可以作戰並且部署完畢的戰略核彈頭，此外這數字還不包括4,600枚已經除役並且準備拆除的核武器，這使得它成為世界上部署最多核武器的國家，甚至還比排名第二的俄羅斯多出300枚。
2010年的核武器使用報告中表示美國將把重心放在防止核恐怖主義和核擴散，持續減少核武器庫存量的同時也會繼續保有足夠的武器量，一方面與其他核武大國保持戰略平衡以阻止潛在的敵對勢力，另一方面也呼應美國承諾保護同盟國家的主張，同時在內容中還提到美國可能會對不願意遵守《不擴散核武器條約》的國家進行核武器打擊。